# Aeroportul Regional Dane County
Aeroportul Regional Dane County (IATA: MSN, ICAO: KMSN, FAA LID: MSN) este un aeroport din Comitatul Dane, Wisconsin, Wisconsin, Statele Unite ale Americii ce deservește zona Madison. Aeroportul a fost tranzitat în 2021 de 1.398.334 de pasageri. A fost deschis în 1942.
Situat la o altitudine de 270 m, aeroportul dispune de 3 piste.

## Infrastructură

### Piste
Aeroportul dispune de 3 piste: 
- pista 03/21 din beton, cu dimensiunile 7.200 picioare × 150 picioare
- pista 14/32 din beton, cu dimensiunile 5.846 picioare × 150 picioare
- pista 18/36 din beton, cu dimensiunile 9.006 picioare × 150 picioare